# 箒根村
箒根村（ほうきねむら）は栃木県の北部、塩谷郡にかつて存在した村である。

## 地理
- 河川：箒川
- 用水路：蟇沼用水

那須野が原一帯で最古の用水路とされる蟇沼用水は、江戸時代初期の慶長年間に蟇沼・折戸・上横林・横林・接骨木の五か村が飲用水を得るために開削したのがはじまりであるとされている。用水路は延長や拡張を繰り返しつつ現代まで使われている。

## 歴史
- 1889年（明治22年）4月1日 - 町村制施行により、関谷村、金沢村、宇津野村、高阿津村、上大貫村、下大貫村、下田野村、折戸村、蟇沼（ひきぬま）村、遅野沢村、上横林村、横林村、接骨木村の区域を以って塩谷郡箒根村が成立する。
- 1956年（昭和31年）9月1日 - 塩原町と合併し、改めて塩原町が発足。同日箒根村廃止。